# Build Bright United
Build Bright United – kambodżański klub piłkarski z siedzibą w Phnom Penh. Swoje mecze rozgrywa na Stadionie Olimpijskim w Phnom Penh. W Cambodia League, najwyższej klasie rozgrywkowej w Kambodży, zadebiutował w sezonie 2007. 
W sezonie 2007 występował pod nazwą Build Bright University. Przed sezonem 2008 zmienił nazwę na Build Bright United.
Klub swój największy sukces osiągnął w sezonie 2010, kiedy w sezonie zasadniczym zajął 2. miejsce. W fazie play-off najpierw przegrał w półfinale z zespołem Preah Khan Reach FC 2 – 1, by w meczu o 3. miejsce pokonać drużynę Nagacorp FC 2 – 2 (karne: 5 – 3)

## Sukcesy
- 3. miejsce w mistrzostwach Kambodży: 2010

## Skład
| Nr | Poz. | Piłkarz            |
| -- | ---- | ------------------ |
| 1  | BR   | Sos Proshim        |
| 3  | OB   | In Virak           |
| 6  | PO   | Prum Puth Sethy    |
| 8  | PO   | Sem Bunny          |
| 9  | NA   | Heng Sokly         |
| 10 | NA   | En Sornvirak Butra |
| 13 | OB   | Bun Sophear        |
| 14 | OB   | Un Viput           |
| 17 | NA   | Pich Sina          |
| 19 | NA   | Chan Pichealy      |

| Nr | Poz. | Piłkarz            |
| -- | ---- | ------------------ |
| 20 | PO   | Hy Sokveng         |
| 24 | OB   | Daniel Omachoko    |
| 26 | NA   | Reung Bunheing     |
| 27 | BR   | Chhoem Rotha       |
| 29 | PO   | Kav Viso           |
| 30 | OB   | Tuy Sam            |
| 35 | OB   | Phin Pheara        |
| 41 | NA   | David Ekele Chukwu |
| 44 | OB   | Kouch Dani         |
| 47 | NA   | Chan Chaya         |